# Unione delle corti islamiche

Territorio controllato all'interno della Somalia

L'Unione delle corti islamiche (Somalo: Midowga Maxkamadaha Islaamiga Arabo: اتحاد المحاكم الإسلاميةIttihād al-mahākim al-islāmiyya) raggruppava le varie corti islamiche "di quartiere" che esistevano a Mogadiscio (in Somalia) che furono in contrapposizione con il Governo federale di transizione somalo.

## Storia
Le varie Corti fino al 2006  avevano la funzione di dirimere le contese locali e di interessarsi all'aspetto sociale della zona. Esse si preoccupavano inoltre di mantenere l'ordine pubblico, utilizzando proprie milizie a causa della mancanza di un forte governo centrale.
Dopo l'attacco (all'inizio del 2006) subito da parte dei Signori della guerra, le corti islamiche locali si unirono nell'Unione delle corti islamiche, appoggiate dalla popolazione stanca dei signori della guerra (scacciati poi da Mogadiscio nella primavera del 2006 dalle stesse milizie dell'Unione).
In seguito, l'Unione prese il controllo di Mogadiscio (dopo ben 17 anni di vuoto istituzionale), con il sostegno della popolazione. La situazione della città migliorò notevolmente, al punto che fu possibile riaprire il porto e l'aeroporto (chiusi dal 1991). Si ebbe quindi un naturale ampliamento della loro area di influenza, fino a comprendere parte del sud del Paese (ma senza giungere a Baidoa, sede del governo centrale di transizione, e alla parte centrale del territorio somalo).
Le corti islamiche tentarono di introdurre la Sharia, ma la connotazione del paese, tipicamente tribale, ostacolava tale tentativo. L'Unione si accontentò quindi di mantenere il solo controllo politico, rinunciando a quello religioso. La creazione di uno stato islamico era inoltre resa difficoltosa a causa dell'appoggio dell'Igad al governo di transizione.
Nel dicembre 2006, il governo provvisorio, sostenuto militarmente dall'Etiopia, tentò di scacciare le corti islamiche da Mogadiscio. Nel giro di poche settimane di guerra, e con il successivo intervento militare degli Stati Uniti, il governo provvisorio è così riuscito a riprendere il controllo della capitale per un breve periodo. Successivamente, la guerriglia urbana scoppiata tra esercito di transizione (supportato dai militari etiopi) e corti islamiche ha provocato nella capitale numerose vittime ed un numero imprecisato di sfollati.